# Werner Fontaine
Werner Fontaine (geboren 23. Mai 1881 in Wülfel; gestorben 9. September 1962 in Hannover) war ein deutscher Jurist. Er war unter der Britischen Militärregierung Landgerichtsdirektor am Landgerichts Hannover und später Präsident des Amtsgerichts Hannover.

## Leben

Das Rittergut Wülfel um 1912

Werner Fontaine wurde 1881 als Sohn von Armand Fontaine, (geboren 29. Juni 1845 in Detmold; gestorben 11. Februar 1920 in Hannover), Eigentümer des Ritterguts Wülfel und der Brauerei Wülfel, und der Anna Fontaine (Anna Berge; geboren 1856 in Hedersleben bei Merseburg), geboren.
Nach seinem Abitur am Kaiser-Wilhelm-Gymnasium in Hannover begann er im Jahr 1900 an der Universität Tübingen mit dem Studium der Rechtswissenschaften. Seit seiner gemeinsamen Studienzeit mit Ulrich von Hassell blieb Fontaine mit dem im Zuge des Attentats vom 20. Juli 1944 hingerichteten Widerstandskämpfer verbunden. Beide waren seit 1900 Mitglied des Corps Suevia Tübingen.
Nachdem Fontaine 1903 sein Referendarexamen am Oberlandesgericht Celle abgelegt hatte, promovierte er 1904 an der juristischen Fakultät der Universität Rostock unter Bernhard Matthiass mit seiner Hochschulschrift Der Dienstvertrag und der entgeltliche Verwahrungsvertrag des Bürgerlichen Gesetzbuches.
Ab dem 1. Oktober 1904 diente Fontaine in Stolp in Pommern sein freiwilliges Jahr ab. Nach Stationen als Referendar am Amtsgericht Osterode, dem Amtsgericht Uelzen und dem Amtsgericht Hamburg bestand er 1909 sein Examen als Assessor. 1913 war er zunächst Hilfsrichter am Landgericht Aurich, bevor er bis Kriegsausbruch 1914 als solcher am Landgericht Stade arbeitete.
Unterdessen hatte Werner Fontaine 1912 das väterliche Rittergut aufgrund vorzeitiger Erbauseinandersetzung erworben, in dem wenige Jahre zuvor Fontaines Schwester, Lisa Fontaine (1887–1958), den späteren Generalfeldmarschall und 1945 als einen der Hauptkriegsverbrecher zum Tode verurteilten Wilhelm Keitel geheiratet hatte.
Im Ersten Weltkrieg diente er in einem Husarenregiment, erst im Osten, später im Westen, zuletzt als Rittmeister der Reserve seines Regiments.
Zu Beginn der Weimarer Republik wurde er Richter am Amtsgericht Wilhelmshaven und wirkte ab 1920 zunächst als Amtsgerichtsrat, ab 1923 dann als Landgerichtsrat am Landgericht Hannover.
Werner Fontaine war Mitglied des Rotary Club Hannover.
Er war von 1924 bis 1932 Mitglied der Deutschen Volkspartei (DVP). In der Folge wurde er als Beamter nach der „Machtergreifung“ und bis 1945 nicht befördert.
So war Fontaine zur Zeit des Nationalsozialismus lediglich als Landgerichtsrat tätig, wie die Tagebucheintragungen von Ulrich von Hassell aus der Zeit von 1936 bis 1938 ergaben. In diesen Eintragungen hatte Hassell „akribisch Buch [geführt] über seine zahlreichen konspirativen Treffen und Gespräche mit Gleichgesinnten“. So suchte er als deutscher Botschafter auf dem Rückweg von Rom nach Berlin in der Nacht vom 14. auf den 15. Januar 1936 Werner Fontaine auf dessen Rittergut auf. Dabei besprachen die beiden unter anderem „die Unzulänglichkeit, die Korruption und die Anmaßung der Parteibonzen (der NSDAP; d. V.) und zugleich die Zerstörung von Unabhängigkeit und Objektivität der Gerichte.“ So schilderte Fontaine – in genauer Kenntnis der Aktenlage – beispielsweise einen mangels Beweisen durch ein Sondergericht ausgesprochenen Freispruch für einen Tierarzt, der in einem Kuhstall über das „Hinauswerfen des Geldes zum Fenster von Göring“ gesprochen haben soll. Daraufhin habe der Vorsitzende des Sondergerichts einen von Göring unterzeichneten Brief erhalten, in dem der Urteilsspruch sowie das Verfahren einen „völligen Mangel an nationalsozialistischer Weltanschauung“ beweisen würde; lediglich „der Umstand, dass die Justiz ohnehin schwersten Angriffen wegen Volksfremdheit ausgesetzt sei,“ hätte den Unterzeichneten davon abgehalten, „den Vorsitzenden Richter in Schutzhaft zu nehmen!“
Andere Konspirative wie der später ebenfalls durch das NS-Regime hingerichtete Widerstandskämpfer Carl Friedrich Goerdeler zogen gemeinsam mit dem hannoverschen Oberbürgermeister Arthur Menge und anderen Gleichgesinnten Fontaine in Betracht, „an den Generalfeldmarschall und an den Führer heranzutreten, um eine Änderung in der Führung zu erreichen.“ Das Vorhaben wurde jedoch nicht realisiert, da Keitel schließlich als „für ein derartiges Vorgehen nicht der richtige Mann“ erachtet wurde.
Im Nürnberger Prozess gegen die Hauptkriegsverbrecher hatte Wilhelm Keitel eine ihm übergebene Liste mit möglichen Verteidigern ignoriert und stattdessen eine Vertretung durch seinen Schwager Werner Fontaine beantragt. Fontaine übernahm diese Aufgabe nicht, laut Angaben eines seiner Enkel möglicherweise, weil er bis dahin nur im Bereich des Zivilrechtes gearbeitet hatte.

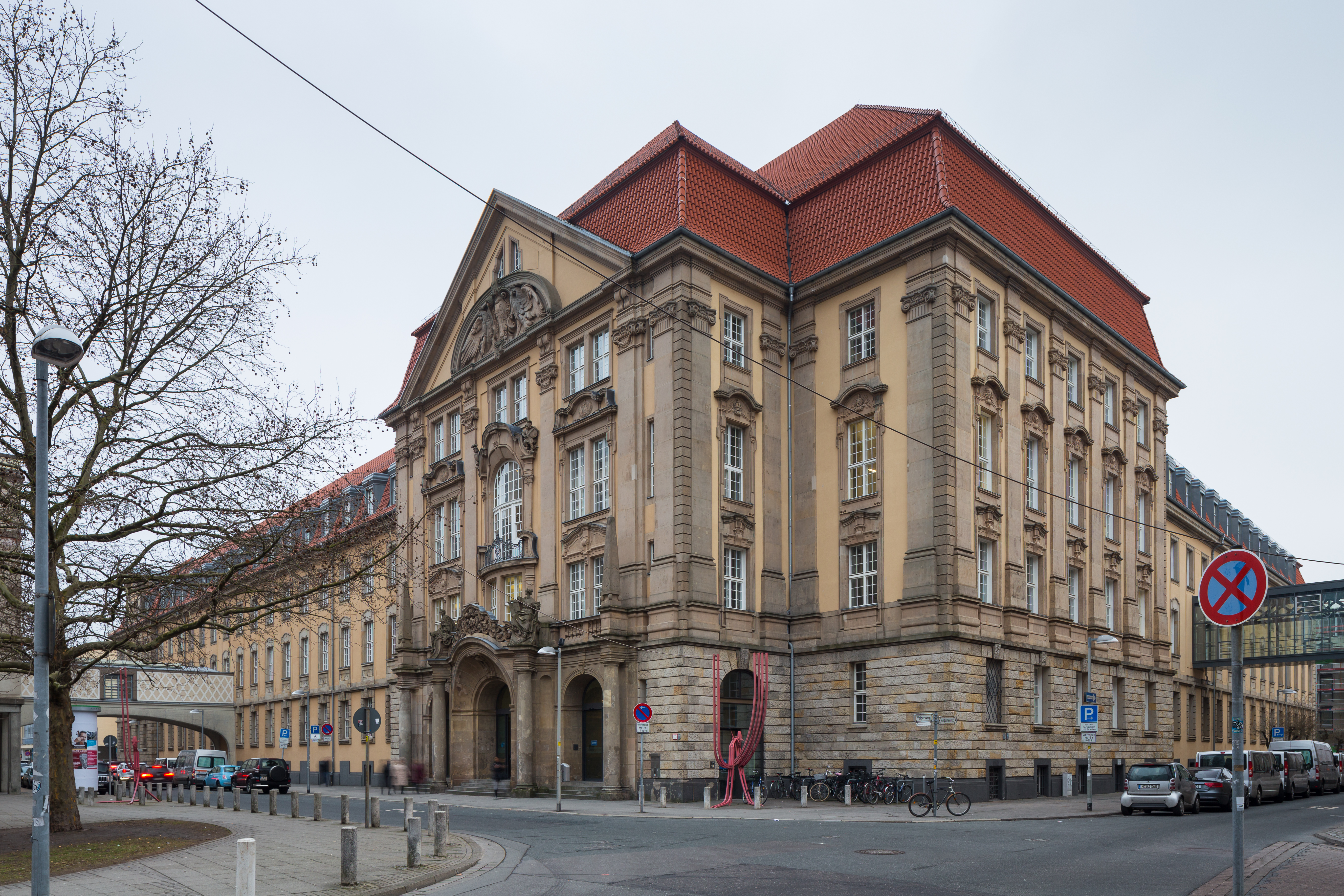
Das Amtsgericht Hannover, in das die Britischen Militärbehörden Fontaine 1947 als Präsident einsetzten

Unter den Britischen Militärbehörden war im Mai 1945 zunächst das Amtsgericht Holzminden als erstes Gericht auf dem Gebiet des heutigen Landes Niedersachsen wieder eröffnet worden. Am 1. Juni 1945 folgte die Wiedereröffnung des Landgerichts Hannover, Die britische Militärregierung setzte Werner Fontaine als Landgerichtsdirektor ein. So wirkte Fontaine in dieser Zeit gemeinsam mit der Militärregierung in der ersten Etage des Altbaus des später wieder eröffneten Amtsgerichts Hannover, das schon zuvor auf Grund seiner Größe als eigenständiges Präsidialgericht unabhängig von dem – erst später wieder eröffneten – Landgericht Hannover fungiert hatte.
Eine Berufung an das Oberlandesgericht Celle, das als drittes Gericht auf dem Gebiet des späteren Landes Niedersachsen am 16. April 1946 seine Arbeit wieder aufnehmen durfte, lehnte Werner Fontaine ab, da er nicht nach Celle umziehen wollte. Stattdessen wurde er 1947 Präsident des Amtsgerichts Hannover; dieses Amt übte er bis 1949 aus.
Fontaine starb am 9. September 1962 in Hannover.

## Schriften
- Der Dienstvertrag und der entgeltliche Verwahrungsvertrag des Bürgerlichen Gesetzbuches. Dissertation an der juristischen Fakultät der Universität Rostock. Adlers Erben, Rostock 1904, OCLC 832957932.

## Wernerstraße
Bereits vor dem Jahr 1900 hatte Fontaines Vater in Wülfel eine Straße angelegt, die von der Wiehbergstraße zur Hildesheimer Straße führt und als Wernerstraße den Vornamen des Sohnes erhielt.

## Archivalien
Archivalien von und über Werner Fontaine finden sich beispielsweise
- im Niedersächsischen Landesarchiv (Abteilung Hannover) als Verzeichnung unter dem Titel Fontaine, Werner (geb. 23.05.1881, gest. 09.09.1962), Landesgerichtspräsident, und dessen Witwe Margaretha, geb. von Melle (geb. 27.02.1894, gest. 16.04.1989), Akte für die Laufzeit 1949–1989, Archivsignatur NLA HA Nds. 110 F Acc. 2004/042 Nr. 5[19]